# Rúnar Alex Rúnarsson
Rúnar Alex Rúnarsson (født 18. februar 1995 i Island) er en islandsk fodboldspiller, der spiller som målmand for den danske superligaklub F.C. København. Han har tidligere spillet for bl.a. FC Nordsjælland og for Arsenal, som han har spillet enkelte kampe for. Han har være udlejet fra Arsenal til OH Leuven, Alanyaspor og Cardiff City. 
Han har endvidere spillet på det islandske landshold og deltog ved VM 2018 i Rusland.

## Karriere

### KR Reykjavik
Rúnarsson startede i den islandske klub KR Reykjavik. Han blev den 1. januar 2012 rykket op på førsteholdet, hvor han fik rollen som 2. målmand. Her spillede han 3 ligakampe, og sad på bænken i samtlige 23 kampe, inden han skiftede til Danmark.
Trods sine kun 18 år, var Rúnarsson allerede blevet udtaget en enkel gang til Islands landshold, og var desuden fast mand på U21 landsholdet.

### FC Nordsjælland
Den 27. januar 2014 skiftede Rúnarsson til FCN. Planen var, at Rúnarsson skulle spille på klubbens U19 trup til at starte med.
Knap 5 måneder efter, i sommerpausen 2014, blev Rúnarsson rykket op på seniortruppen.

### Dijon FCO
I juni 2018 skiftede Alex Rúnarsson til Dijon FCO, hvor han skrev under på fireårig kontrakt.

### Arsenal FC
I September 2020 skiftede Alex Rúnarsson til Arsenal. Han opnåede enkelte kampe for Arsenal, men blev udlejet til en række klubber. 

### F.C. København
Den 1. februar 2024 blev det offentliggjort, at F.C. København havde skrevet kontrakt med på en fri transfer. Kontrakten løber til sommeren 2027.
Rúnarsson fik debut for F.C. København i en UEFA Conference League-kamp mod FCB Magpies den 1. august 2024.